# Mortellski stolp
Mortellski stolp (korziščina Torra di Mortella) je ruševina genoveškega stolpa na Korziki, ki stoji na obali pri Punta Mortella (Mirtin rt) v občini Saint-Florent, Haute-Corse. To je bil prednik številnih britanskih Martellskih stolpov zgrajenih v 19. stoletju v celotnem njihovem imperiju.

## Zgodovina
Italijanski arhitekt Giovan Giacomo Paleari Fratino je oblikoval Tour de Mortella, zgradil pa ga je polkovnik Giorgio Doria med letoma 1563 in 1564. To je bil eden od obalnih obrambnih objektov, ki jih je med 1530 in 1620 zgradila Genovska republika, da bi preprečila napade osmanskih piratov.
7. februarja 1794 sta dve britanski vojni ladji HMS Fortitude (74 topov) in HMS Juno (32 topov) neuspešno napadli stolp na kraju Punta Mortella; stolp je na koncu padel pod kopenskimi silami general majorja Davida Dundasa in generalpolkovnika Johna Mooreja po dveh dneh težkih bojev.
Pozno prejšnjega leta so francoski branilci stolp opustili, potem ko je HMS Lowestoffe (32 topov) streljalo v dveh ostrih napadih. Britanci so odstranili topove, potem so Francozi zlahka uspeli odstraniti garnizon korziških domoljubov. Še vedno pa so bili Britanci navdušeni nad učinkovitostjo stolpa, ko je bil pravilno narejen in branjen ter kopirali načrte. Vendar pa so napačno črkovali ime kot Martello namesto Mortella. Ko so se Britanci leta 1796 umaknili s Korzike, so stolp razstrelili in ga pustili v neuporabnem stanju.

## Trenutni status
Razvaline stolpa so bile navedene kot eden od uradnih zgodovinskih spomenikov Francije leta 1991. Podatkovna baza nepravilno daje datum izgradnje kot 1553-1554. Ta zgodnejši datum je, ko sta španska in genovska vojska, ki ju je vodil admiral Andrea Doria, oblegal francoske sile, ki so zasedale pristanišče Saint-Florent v francosko-turški invaziji na otok.
Od leta 1980 je v lasti in vzdrževanju francoske vladne agencije Conservatoire du Littoral. Nameravajo kupiti 6663 hektarjev obalnega obrežja, od leta 2017 pa so pridobili 5935 hektarjev.